# Chris Obi
Pour les articles homonymes, voir Obi (homonymie).
Christopher Obi Ogugua (né le 24 septembre 1970) est un acteur et cinéaste anglais, surtout connu pour avoir joué M. Jacquel / Anubis sur American Gods et le capitaine Klingon T'Kuvma dans Star Trek : Discovery.  

## Jeunesse et formation
Obi est né à Londres d'un père Igbo. Il a étudié au Drama Centre London (en) d'où il est diplômé en 2001.
Il a ensuite formé des étudiants à Actor in Session, où il est directeur artistique.  

## Carrière
Le début de théâtre professionnel d'Obi a été en tant que messager dans la production d'Edward Hall (en) de Macbeth en 2002 dans le West End . Il a fait une saison à la Royal Shakespeare Company où il a été dirigé par Sir Antony Sher dans Breakfast with Mugabe et une saison au Globe Theatre en 2007.
Il joue M. Jacquel / Anubis dans American Gods,. Obi incarne le capitaine Klingon T'Kuvma dans Star Trek : Discovery,.  

## Vie privée
L'un des meilleurs amis d'Obi est l'acteur Charlie Cox.  

## Filmographie

### Film
en tant que réalisateur
- 2009 : Perfect (court-métrage)

en tant qu'acteur
- 2002 : Anita and Me (en) (ministre)
- 2003 : Collusion (banquier marchand)
- 2004 : Calcium Kid (journaliste)
- 2005 : Animal (DJ)
- 2010 : Cadavres à la pelle (John Martin)
- 2012 : Blanche-Neige et le Chasseur (Homme miroir)
- 2013 : Cartel (Garde du corps de Malkina)
- 2016 : The Call Up (sergent)
- 2017 : Ghost in the Shell (ambassadeur)

### Télévision
- 2002 : Scotland Yard, crimes sur la Tamise, épisode # 6.2 (agent de sécurité)
- 2011 : Doctor Who, épisode: Tournée d'adieux (George)
- 2016 : Racines, parties 1 et 2 (Kintango)
- depuis 2017 : American Gods, 3 épisodes (M. Jacquel / Anubis)
- 2017 : Star Trek : Discovery, épisodes The Vulcan Hello (en) et Battle at the Binary Stars (en) (T'Kuvma)
- 2018-2019 : 3Below: Tales of Arcadia (Loth Saborian : voix)
- 2019 : Strike Back: Revolution (en), 2 épisodes (Jean-Baptiste Zaza)

### Jeux vidéo
- 2011 : El Shaddai: Ascension of the Metatron (Uriel)